# Vota la voce 1984
La 12ª edizione di Vota la voce è andata in onda su Canale 5 da Piazza Maggiore a Bologna in due serate il 27 e il 30 settembre del 1984.
Conduttori furono Claudio Cecchetto e Isabella Ferrari.
Vincitori dell'edizione furono: Vasco Rossi (miglior cantante maschile), Gianna Nannini (miglior cantante femminile), Ricchi e Poveri (miglior gruppo), Raf (miglior rivelazione), Matt Bianco, Paul Young (ex aequo miglior cantante straniero) e Righeira (premio speciale).

## Cantanti partecipanti
- Antonello Venditti - Ci vorrebbe un amico
- Talk Talk - Such a Shame
- Marcella - Nel mio cielo puro
- Sandy Marton - People from Ibiza
- Raf - Self Control
- Righeira - No tengo dinero
- Luca Carboni - Ci stiamo sbagliando
- Ivan Cattaneo - Polisex
- Fiordaliso - "Libellula"
- Giuni Russo - Limonata Cha Cha e Mediterranea
- Stadio - Porno in TV
- Fiorella Mannoia - Ogni volta che vedo il mare
- Nada - Balliamo ancora un po'
- Carrara - Shine on Dance
- Matt Bianco - Sneaking Out the Back Door
- Gary Low - La colegiala
- Valerie Dore - The Night
- Masquerade - Guardian Angel
- Drupi - Regalami un sorriso
- Ricchi e Poveri - Hasta la vista
- Gruppo Italiano - Il treno del caffè
- Vasco Rossi - Va bene così
- Loredana Bertè - Una sera che piove
- Matt Bianco - Whose Side Are You On?
- Ron - Joe temerario
- Novecento - Movin' On
- Fabio Concato - Fiore di maggio
- Tony Esposito - Kalimba de luna
- Tullio De Piscopo - Stop bajon
- Riccardo Cocciante - Sincerità
- P.F.M. - Capitani coraggiosi
- Enrico Ruggeri - Il mare d'inverno
- Edoardo Bennato - È goal
- Albert One - Turbo diesel
- Anna Oxa - Eclissi totale
- Leano Morelli - Dovevi amarmi così
- Scialpi - Cigarettes and coffee
- Matia Bazar - Aristocratica
- Marco Ferradini - Due gelati
- Mario Castelnuovo - Nina
- Gianna Nannini - Fotoromanza